# 壶腹枣螺
壶腹枣螺（学名：Bulla ampulla），又名台湾枣螺，为枣螺科枣螺属的动物。

## 分佈
分布于红海、马达加斯加岛、毛里求斯岛、塞舌尔群岛、印度、日本、菲律宾、印度尼西亚、澳大利亚、台湾岛以及中国大陆的广东、海南、香港等地，属于暖水性种类。其常见于潮间带-潮下带浅水区岩石下、海藻间。